# Svárov (Ralská pahorkatina)
Svárov (396 m n. m.) je vrch v okrese Liberec Libereckého kraje, ležící asi 0,5 km zsz. od vsi Chrastná, na příslušném katastrálním území.

## Geomorfologické zařazení
Vrch náleží do celku Ralská pahorkatina, podcelku Zákupská pahorkatina, okrsku Podještědská pahorkatina, podokrsku Křižanská pahorkatina a Žibřidické části.

## Přístup
Automobil se dá nejblíže zanechat u silnice Osečná – Břevniště přímo pod vrchem, např. u turistické značky Chrastná - U potůčku (zde odbočuje zelená turistická stezka ze směru Břevniště směrem na jih). Od značky vede cesta okrajem lesa po severním úpatí Svárova až ke Stejskalovu kopci. Na vrchol nevede žádná oficiální cesta.